# ۵ آوریل
۵ آوریل در تقویم گرگوری، نود و پنجمین (در سال‌های کبیسه نود و ششمین) روز سال است. ۲۷۰ روز تا پایان سال باقی است.

## رویدادها
- ۵۱۴ پیش از میلاد - بوغابیش (بگابیش) ژنرال پارسی با ۸۱ هزار سرباز اقوام غیر متمدن را از نزدیکی قلمرو ایران راند. بوغابیش ۱۷ روز پس از نوروز، عبور از دریای مرمره را آغاز کرد تا اروپای جنوب شرقی را بگیرد. داریوش بزرگ در آن زمان در شمال شرقی ایران بود و بوغابیش را مأمور آن سوی مرزهای شمال غربی کشور کرده بود.
- ۱۵۸۸ - تامس هابز، فیلسوف انگلیسی.
- ۱۶۲۲ - وینچنزو ویویانی، ریاضی‌دان و فیزیک‌دان ایتالیایی.[۱]
- ۱۷۲۷ - پاسکواله آنفوسی، آهنگساز و ویولنیست ایتالیایی.[۲]
- ۱۹۱۶ - گریگوری پک، بازیگر آمریکایی.
- ۱۹۳۷ - کالین پاول، سیاستمدار آمریکایی

روز جهانی کودکان فلسطین